# Alexander López
Alexander Agustín López Rodríguez (Tegucigalpa, 5 juni 1992) is een Hondurees voetballer die bij voorkeur als middenvelder speelt. Hij verruilde in 2013 CD Olimpia voor Houston Dynamo.

## Clubcarrière
Op 8 augustus 2010 maakte López tegen Hispano zijn competitiedebuut voor Olimpia. In die wedstrijd maakte hij ook direct zijn eerste doelpunt. López kende een succesvolle start van zijn carrière. In zijn eerste seizoen bij Olimpia maakte hij zeven doelpunten in tweeëntwintig competitiewedstrijden en gaf hij twaalf assists. Ook in zijn tweede seizoen ging hij goed van start met twee doelpunten en drie assists in de eerste zes wedstrijden. Een blessure maakte echter een einde aan zijn seizoen. Ondanks verschillende verhalen over grote interesse van Wigan Athletic begon López ook zijn derde professionele seizoen bij het Hondurese Olimpia. López zette zijn goede vorm voort door zes doelpunten te maken in de eerste twaalf wedstrijden en daarnaast ook nog eens negen assists te geven. In de transferperiode van Januari deden geruchten over een vertrek van López opnieuw de rondte. Dit keer leek echter Europa niet zijn bestemming zijn, maar de Verenigde Staten. Er was interesse van Houston Dynamo, Toronto FC en San Jose Earthquakes. Opnieuw besloot López echter in Honduras te blijven waar hij het seizoen eindigde met twaalf doelpunten en eenentwintig assists in zesentwintig wedstrijden.
Op 6 augustus 2013 tekende López dan toch een contract bij het Amerikaanse Houston Dynamo. Hij maakte zijn competitiedebuut op 24 augustus tegen Montreal Impact. Heimwee en een probleem met zijn fitheid zorgden echter voor een beperkt aantal speelminuten voor López. Hij eindigde zijn eerste seizoen bij de club met slechts twee competitiewedstrijden waarin hij één assist gaf. Ter voorbereiding op zijn volgende seizoen liet trainer Dominic Kinnear López een intensief trainingsprogramma ondergaan. Een vaste waarde voor het team van Kinnear is hij echter nog steeds niet.